# Necip Uysal
Necip Uysal (Estambul, 24 de enero de 1991) es un futbolista turco que juega como mediocampista en el Beşiktaş Jimnastik Kulübü de la Superliga de Turquía.

## Clubes
| Club           | País    | Año   |
| -------------- | ------- | ----- |
| Beşiktaş J. K. | Turquía | 2009- |

## Palmarés

### Títulos nacionales
| Título               | Club           | País    | Año  |
| -------------------- | -------------- | ------- | ---- |
| Superliga de Turquía | Beşiktaş J. K. | Turquía | 2009 |
| Copa de Turquía      | Beşiktaş J. K. | Turquía | 2011 |
| Superliga de Turquía | Beşiktaş J. K. | Turquía | 2016 |
| Superliga de Turquía | Beşiktaş J. K. | Turquía | 2017 |
| Superliga de Turquía | Beşiktaş J. K. | Turquía | 2021 |
| Copa de Turquía      | Beşiktaş J. K. | Turquía | 2021 |
| Supercopa de Turquía | Beşiktaş J. K. | Turquía | 2021 |
| Copa de Turquía      | Beşiktaş J. K. | Turquía | 2024 |
| Supercopa de Turquía | Beşiktaş J. K. | Turquía | 2024 |